# Bożydar (herb szlachecki)
Bożydar – polski herb szlachecki.

## Opis herbu
Na tarczy dwudzielnej w polu I błękitnym nad dwoma złotymi krokwiami, połączonymi na kształt litery W dwie szpady skrzyżowane, pomiędzy rękojeściami i po bokach po lilii srebrnej, w II czerwonym wspięty lew złoty w koronie złotej, z mieczem w prawej łapie, lewą oparty na okrągłej tarczy stalowej.
Klejnot – skrzydło sępie czarne, przeszyte strzałą.
Labry – z prawej czerwone, z lewej błękitne, podbite złotem.

## Najwcześniejsze wzmianki
Najwcześniejsze źródło heraldyczne wymieniające herb to datowane na lata 1464–1480 Insignia seu clenodia Regis et Regni Poloniae polskiego historyka Jana Długosza. Zapisuje on informacje o herbie wśród 71 najstarszych polskich herbów szlacheckich we fragmencie: "Boszazdarz quatuor lilia alba, unum videlicet in summitate, aliud in base siue fundamento, tercium in sinistra, quartum ab [d]extra partibus clipei depicta et in eorum centro siue medio crux alba, a radice superioris lilii ad verticem inferioris et transversalter a medio dextri lilii in medium sinistri ducta et protensa; in galea quatuor alba lilia sirie cruce, similiter quadrangulariter formata et depicta; lusce autem galeam ad utrumque latus tegunt, colore flaueo, rubeo et glauco permixte. Insigne est per Wladislaum tercium, Polonie et Ungarie regem, in Buda Anno dni. MCCCCXLII viro spectabili Georgio Schwarcz, ciui et consuli civitatis Cracouiensis, et sue posteritati donatum. " .

## Herbowni
Nadany w 1847 roku Antoniemu Gautierowi